# It’s Hard to Find a Friend
It’s Hard to Find a Friend — дебютный студийный альбом американской инди-рок группы Pedro the Lion. Первоначально он был выпущен 3 ноября 1998 года лейблом Made in Mexico. Ремастированная версия оригинальной записи была выпущена 16 октября 2001 года лейблом Jade Tree.

## Отзывы
| Оценки критиков | Оценки критиков |
| Источник        | Оценка          |
| --------------- | --------------- |
| Allmusic        | [ 1 ]           |
| Pitchfork Media | (7.8/10)        |

Альбом получил положительные отзывы критиков.
Дэвид Дуайер из AllMusic написал: «Дэйв Базан — верующий христианин, который носит свои грехи на рукаве. Тем не менее, в его взглядах и путешествиях в альбоме It’s Hard to Find a Friend чувствуется некая сладость. В песнях есть приятные детали: он обнаруживает, что у его девушки есть корешки билетов на фильм, который она смотрела с кем-то, но не с ним; и он хотел бы стать таким же дисциплинированным человеком, каким является его друг, „на несколько лет, формирующих привычку“. В текстах есть настоящее изящество и поэзия, а музыка — свободная, простая и гипнотическая. Базан кажется музыкальным гибридом Морин Такер и Дэниела Джонстона, с примесью Брайана Уилсона („The Longer I Lay Here“) и Popol Vuh („The Bells“). Братская жемчужина».

## Список композиций
Все треки написал David Baza.
1. «Of Up and Coming Monarchs» — 3:00
2. «The Longer I Lay Here» — 3:04
3. «Big Trucks» — 2:32
4. «Suspect Fled the Scene» — 3:56
5. «Bad Diary Days» — 4:01
6. «The Longest Winter» — 4:12
7. «When They Really Get to Know You They Will Run» — 2:34
8. «Of Minor Prophets and Their Prostitute Wives» — 2:48
9. «The Bells» — 4:09
10. «Secret of the Easy Yoke» — 6:41
11. «The Well» — 3:31
12. «Promise» — 2:19